# Чорноморська радянська республіка
44°43′00″ пн. ш. 37°46′00″ сх. д. / 44.716667° пн. ш. 37.766667° сх. д.
Чорноморська Республіка (рос. Черноморская Республика) — короткочасна меншовицька держава, що існувала на узбережжі Чорного моря з 1919 по 1920 рік.
Спочатку «зеленими» називали солдатів пустелі або людей, які ховалися в лісах Північного Кавказу та Кримського півострова, щоб уникнути війни, як з боку революціонерів, так і з боку білих; їх не вважали політиками, і іноді різні групи підтримували більшовиків, білих, анархістів чи націоналістів. Найбільша група була на узбережжі Чорного моря під радянською Кубано-Чорноморською республікою , яка затонула на очах білих у серпні 1918 року і яку загалом підтримували зелені. Зелені солдати в цьому районі не мали єдиного командування і діяли групами між Амапою та Адлером.
У лютому 1919 р. у Сочі було створено Комітет визволення Чорного моря , до складу якого входили російські есери і соціал-демократи, чорноморські та кубанські козаки , опозиційні більшовикам, революційні офіцери 1860-90 рр. («Буття»). та інші різнорідні елементи, які отримали підтримку з боку Грузії . З більшовицькими військовополоненими та козаками була сформована військова сила, яка отримала назву Повстанської армії Кубано-Чорноморської, яка за підтримки Зеленого угруповання назвала Червоно-Зелену Армію Кубано-Чорноморської (оцінка на близько 15 000 солдатів ) захопили Новоросійську область 23 серпня 1919 р .Чорноморська республіка (Черноморська республіка, транскрибована Чорноморська республіка ) була проголошена, відома як Зелена республіка або Зелена республіка, завдяки підтримці зелених груп (зелений, транскрибується Зелений ) у цьому районі. До її складу увійшла вся Новоросійська область. Йому довелося воювати спочатку з білими Кубанської Народної Республіки і Антоном Денікіним , а потім з більшовиками; взимку 1919-1920 рр. до білих (початок 1920-х рр.) приєдналася група зелених, відома як біло-зелені, які сформували Російську армію Відродження під керівництвом генерала Фостікова, але так звана Радянсько-зелена армія, що діяла між Анапою та Туапсе, під керівництвом командувача П. М. Моріця, і Чорноморська селянська міліція, що діяла між Сочі і Адлером, об’єдналися (березень 1920 р.) і сформували Червону армію Чорноморського краю.12 тис. чоловік під командуванням Ю. С. Казанського приєдналися. більшовики проти Денікіна , більшовики покінчили з республікою 27 березня 1920 р. Сили зелених були розформовані в середині 1920 р. і частково інтегровані в Червону Армію.